# Jean Kinker
Jean Kinker, en latin et en néerlandais Johannes Kinker, né à Nieuwer-Amstel le 1er janvier 1764 et mort à Amsterdam le 16 septembre 1845, est un médecin, juriste, avocat, philosophe, philologue, poète et écrivain de langue néerlandaise, latine et française.

## Biographie
Kinker naît dans la république des Provinces-Unies au sein d'une famille de fabricants aisés originaires d'Allemagne. Il est très jeune orphelin de père et sa mère lui fait donner une éducation soignée dans la vieille tradition humaniste et républicaine du Siècle d'or. Déjà à dix ans il écrit des poèmes et des récits tant en latin qu'en néerlandais.
Il étudie ensuite le droit et la médecine à Utrecht et s'établit après à La Haye où il choisit d'exercer la profession d'avocat plutôt que de médecin. Il commence également à écrire des articles de presse touchant à des sujets littéraires.
Lors de la création en 1817 dans le royaume de trois nouvelles universités à Gand, Louvain et Liège, il choisit de faire une carrière en cette dernière université. Il y obtient, à la Faculté des lettres, la chaire de langue et littérature néerlandaise et d'art oratoire.
À la suite de la sécession des provinces du Sud et la création du Royaume de Belgique, son séjour y est refusé et il retourne à Amsterdam où malgré ses espoirs il n'obtient pas le poste que le gouvernement lui avait promis à l'Athenaeum Illustre.
Il reste actif au sein de nombreuses société savantes et sociétés d'émulations. Il continue également ses activités maçonniques et est très proche du grand-maître le prince Frédéric et de son successeur le ministre Falck.

## Pensée
En philosophie, on le considère comme un disciple de Spinoza et de Kant. Il est d'ailleurs un des premiers à avoir fait connaître la philosophie de Kant dans les Pays-Bas, avec, il est vrai, un succès mitigé. Il défendait également les conceptions tant philologiques que philosophiques de Willem Bilderdijk, émule de Goethe.

## Postérité
Il a donné son nom à la Kinkerstraat d'Amsterdam et au quartier contigu du Kinkerbuurt.
Malgré son expulsion de Belgique, son nom n'a pas été oublié et est resté honoré au sein de l'université de Liège où il a marqué de son empreinte la Faculté de germanistique où il a formé les premières générations de néerlandisants. Le professeur Alphonse Le Roy lui a consacré en 1869 une biographie élogieuse.

## Publications
- Discours sur la jeunesse d'Alexandre, Amsterdam, 1786.
- Pauca quae legat ipsa Lycoris, 1792, (en manuscrit).
- Gezangboek voor Vrijmetselaren, 1806
- Inleiding eener wijsgeerige algemeene theorie der talen, 1817
- Brieven over het natuurregt, 1823
- Essai sur le dualisme de la raison humaine, 2 vols., 1850-1852 (posthume)
- Essai d'une exposition succincte de la «Critique de la raison-pure», Amsterdam, 1801.Texte disponible sur Gallica